# Польська військова організація

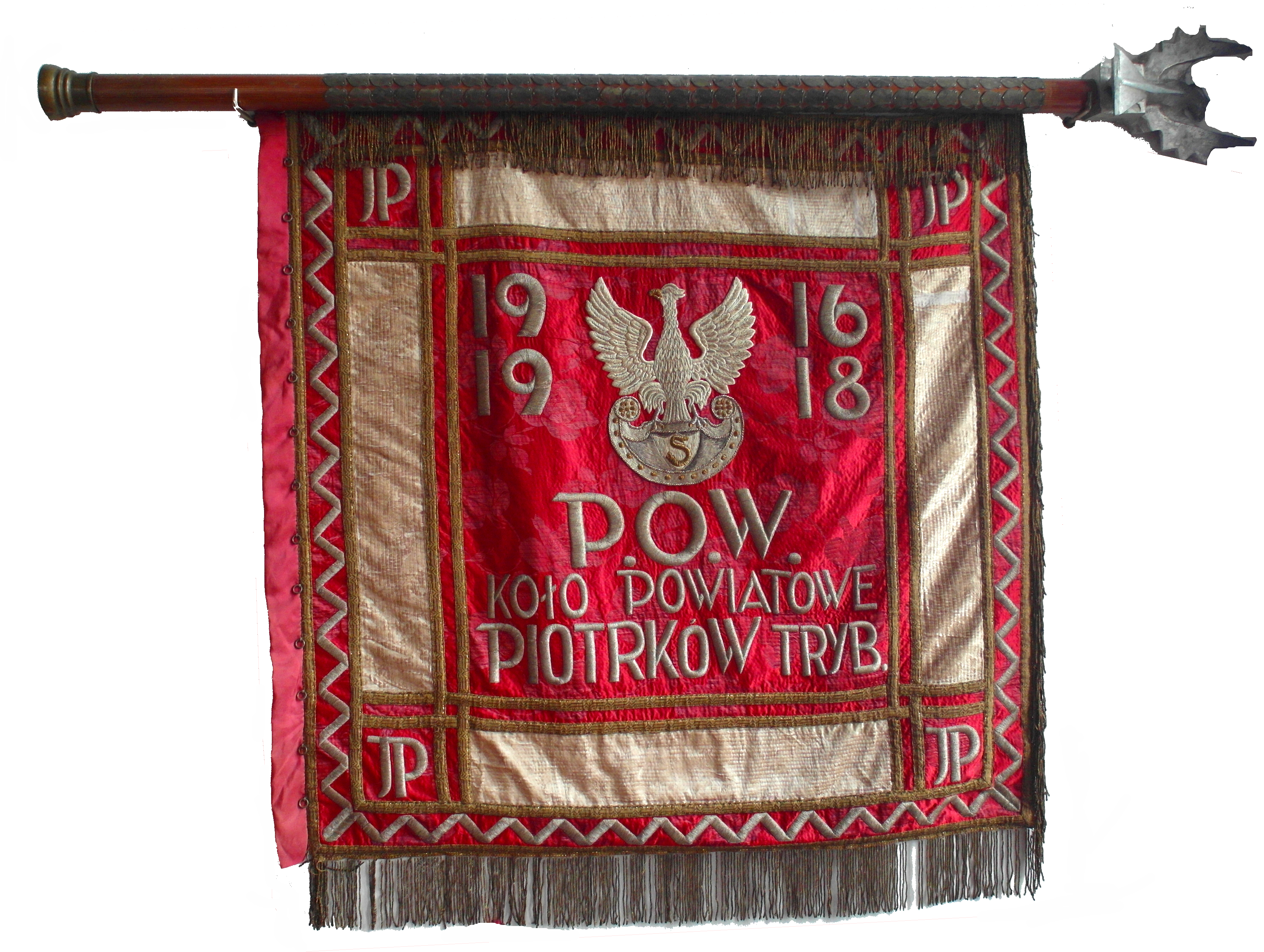
Штандарт організації

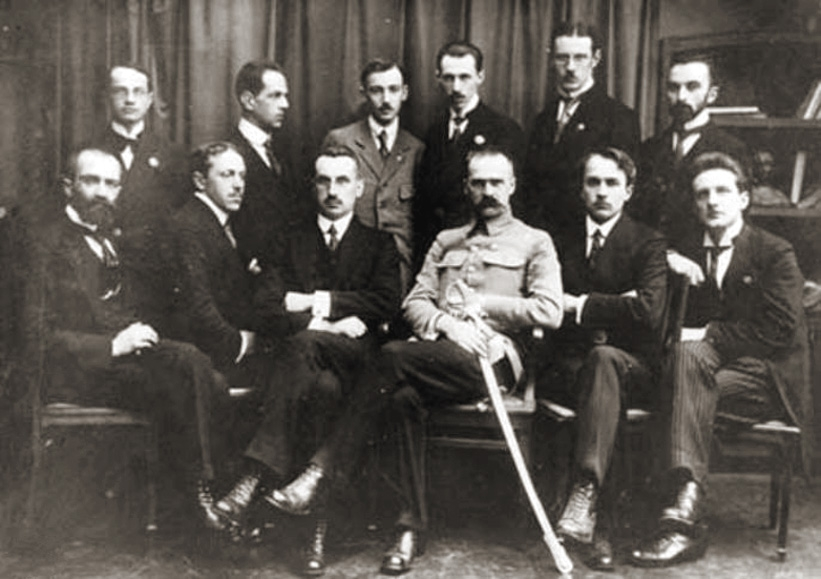
Очільники ПВО, 1917

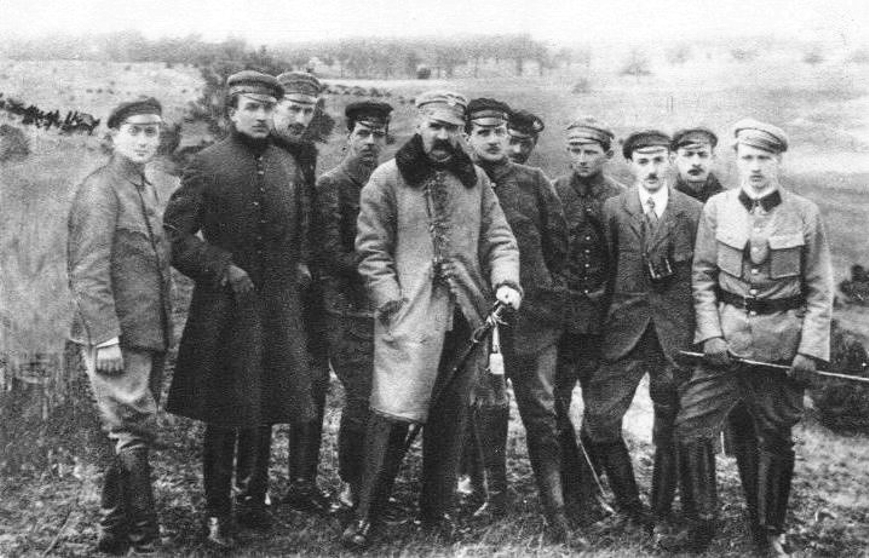
Юзеф Пілсудський з офіцерами в 1917 році.

Польська військова організація (ПВО), також у написанні «Польська Організація Військова» (ПОВ) (пол. Polska Organizacja Wojskowa (POW)) — таємна (нелегальна) військова революційно-політична формація поляків (за іншим визначенням, воєнізована громадська структура). Створена у Варшаві в серпні-жовтні 1914 року.
Ініціатор створення — Юзеф Пілсудський, один зі співорганізаторів — Тадеуш Голувко. Існувала в часи Першої світової війни та Громадянської війни в Росії. Брала участь у польсько-українській війні 1918—1919. Припинила свою діяльність у 1921—1922 роках. Один з очільників — Едвард Ридз-Сміглий.
Під час Першої світової війни проводила розвідувальні та диверсійні акції в тилу російських окупантів.
Команданти:
- Тадеуш Жулінський, похований на Личакові;
- Міхал Жимерський;
- Тадеуш Каспшицький.